# Benjamin Butterworth

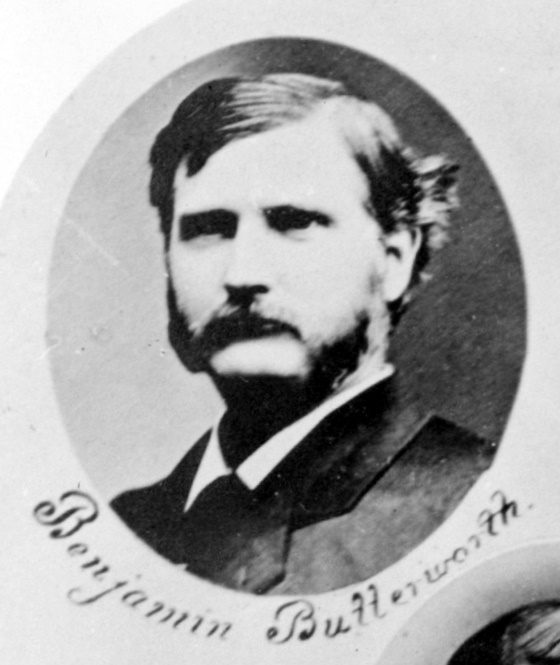
Benjamin Butterworth, 1887

Benjamin Butterworth (* 22. Oktober 1837 bei Maineville, Warren County, Ohio; † 16. Januar 1898 in Thomasville, Georgia) war ein US-amerikanischer Politiker der Republikanischen Partei. Von 1879 bis 1883 und von 1885 bis 1891 war er Mitglied des Repräsentantenhauses der Vereinigten Staaten für den 1. Kongressdistrikt des Bundesstaates Ohio.

## Biografie
Benjamin Butterworth wurde in der Nähe von Maineville im Warren County geboren. Dort besuchte er die öffentlichen Schulen und die Academy in Maineville. An der Ohio University studierte er Jura. 1861 wurde er als Rechtsanwalt zugelassen und er eröffnete daraufhin eine Kanzlei in Cincinnati. 1868 wurde er zum stellvertretenden District Attorney ernannt. Von 1874 bis 1875 diente er im Staatssenat.
1879 wurde er zum ersten Mal als Vertreter des 1. Distrikts von Ohio ins US-Repräsentantenhaus gewählt. Dort saß er bis 1883. Er war Delegierter auf der Republican National Convention 1880 in Chicago. Nachdem er aus dem Kongress ausgeschieden war, wurde er Vorsitzender der Smithsonian Institution. Von US-Präsident Chester A. Arthur wurde er 1883 zum Vorsitzenden der Northern Pacific Railway ernannt. 1885 wurde er erneut ins Repräsentantenhaus gewählt. Seine Amtszeit dauerte diesmal bis 1891. In seiner letzten Legislaturperiode war er Vorsitzender des Committee on Patents. 1890 trat er nicht mehr zur Wahl an.
Er ging nach dem erneuten Ausscheiden aus dem Kongress wieder seiner Anwaltstätigkeit nach, diesmal in Washington, D.C. 1896 wurde er von US-Präsident Grover Cleveland zum Leiter des United States Patent and Trademark Office ernannt. Dieses Amt hatte er bis zu seinem Tod inne. Er starb 1898 in Thomasville, wo er sich zur Genesung aufhielt. Er wurde auf dem Rock Creek Cemetery in Washington D.C. beigesetzt.